# اکسی هیدروژن

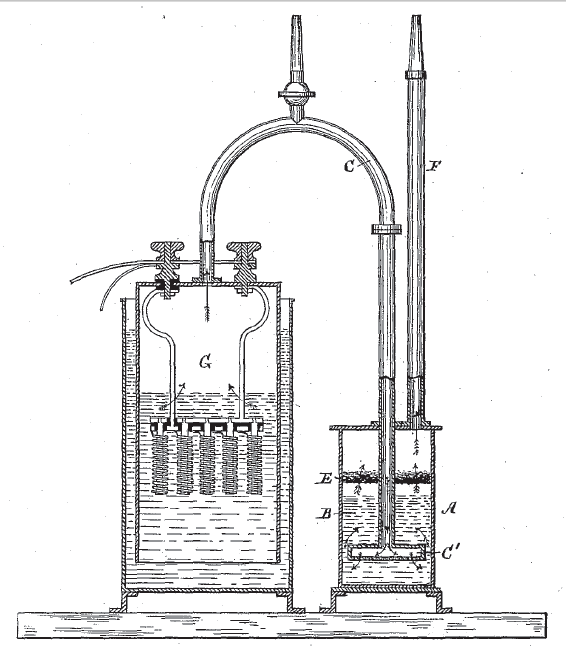
یک سلول الکترولیز برای تولید اکسی هیدروژن که در قرن ۱۹ به کار می رفته است.

اکسی هیدروژن (به انگلیسی: Oxyhydrogen) مخلوطی از گاز اکسیژن (O۲) و هیدروژن (H۲) است که جهت تولید دیرگدازها، جوشکاری یا برای تولید نور در چراغ‌ها به کار می‌رود.نسبت متداول هیدروژن به اکسیژن ۲ به ۱ است، ولی برای ایجاد شعله‌های متمرکز در برش و جوشکاری از نسبت ۵ به ۱ یا ۶ به ۱ از هیدروژن و اکسیژن استفاده می‌شود.